# 探險托里蘭托
《探險托里蘭托》（日语：探検ドリランド）是GREE營運的一款手机遊戲，電視動畫於2012年7月7日開始播放，第2期於2013年4月6日播放。

## 故事簡介

### 美琴篇

#### 第一季
居住在小小國家哈爾王國的公主美琴，在小的時候，因碰到某個人，而有了想要成為獵人的決心。一天，美琴與華倫斯從自己的家園出發，展開成為獵人的冒險，途中，遇到作夢都想成為獵人的寶隆，與流浪騎士阿阪，四人就這樣一起踏上旅程。後來，一行人得知托里蘭托大陸，目前所面臨的危機，此時，出現在大陸上的謎之怪物，好像要掩蔽什麼，面對這龐大的挑戰，他們的命運...不知了!

### 千年真寶

#### 第二季（哥達篇）
美琴打敗魔王比贊特的幾年後，真寶王哥達（「God」，即「神」的意思）取得了黑暗力量，企圖摧毀杜利蘭，美琴和其他獵人抗擊哥達及被哥達控制的獵人和皇帝級怪物但屢戰屢敗。最後，美琴聯同三大元素女神之力，使用封印之力來封印哥達。哥達未受到封印，但卻受重傷；美琴和不包括阿阪在內的其他獵人變成卡片。1000年後，獵人成了杜利蘭流傳1000年的傳説。某一天，一心想成為獵人的少年哈根，在某遺跡探險時遇見小遙，她吿訴哈根杜利蘭將面臨危機，於是，他的冒險在此開始……

#### 第三季（碧蓮達篇）
哈根與哥達對戰期間,奇點哈根和光明哥達兩人身上的巨大真寶力互柤碰撞，形成真寶震，波及杜利天界和杜利魔界，久遠之門被衝破，混沌再一次降臨。一年後，哈根與牙丸等人相聚，期間一個初生嬰兒碧蓮達從天而降在哈根等人眼前,而且碧蓮達竟然有把獵人變成獵人卡的能力，為了尋找碧蓮達的爸爸,避開天魔兩界的追擊，哈根再一次探險。然而，哈根等人遇上前所未有的困難……

## 登場角色

### 美琴篇
美琴
聲 - 宮本佳那子／港：梁賢美
哈爾王國的公主。因小時候遇上獵人寶妮，而有了立志成為獵人的決心。
華倫斯（ウォーレンス）
聲 - 野島健兒 ／港：郭湛深
美琴公主的管家，精通格鬥技。少年時是身手不凡的小流氓，後來因某些原因決定航海旅行，期間被仇家追殺并推他落海，後被美琴救回，之後成為美琴的管家。對美琴有好感。
寶隆
聲 - 熊井統子／港：羅婉楓
發夢都想成為獵人的少年，武器為銃槍。經常自誇自己，實際上毎次戰鬥時，不是槍筒卡住就是射不中目標，但有時會有幫到美琴的時候。似乎有非常好的女人緣。
阿阪
聲 - 內山昂輝／港：蘇裕邦
流浪的長槍騎士,為了尋求變強的方法而離開自己的祖國旅行。後來遇上美琴一行人，他的人生開始有了重大變化。
小遙
聲 - 日笠陽子／港：謝穎茵
由異世界來的獵人。擁有豐富的獵人知識和經驗。不擅長説笑話，而且酷爱埴輪。

### 千年真寶篇

#### 主要角色
哈根 
配音：山口眞弓（日）；雷碧娜（港）
“用鑽頭開出一片天”的少年，性格如鑽頭一樣，身上持有“我屬性”的特殊真寶力，被稱為“奇點”。
激炎劍牙丸（激炎剣（げきえんけん）キバマル）
配音：熊井統子（日）；伍秀霞（港）
使用炎屬性真寶力的少年武士，哈根的同伴。
雷蝶花菲鈴  （雷蝶花（らいちょうか）フェイリン）
配音：嵨村侑（日）；凌晞（港）
使用雷屬性真寶力的魔法少女，哈根的同伴，碧蓮達的姐姐，身上有着杜利蘭“創造”的基因，被稱為“創造之子”。
輝水卿阿流（輝水卿（きすいきょう）ナガレ）
配音：野島健兒、森下由樹子（童年）（日）；李致林、黃昕瑜（幼年）（港）
使用水屬性真寶力的少年，哈根的同伴。
湯比
配音：松野太紀（日）；陳成港（港）
原溫泉鄉的土地神，外表是黃色的青蛙，哈根的同伴。
墨基
配音：柳原哲也（日）；鄧港文（港）
哥達的使魔，能夠變成人類形態的怪物。操關西腔。與莎姬負責片尾後環節『墨基和莎姬的鑽頭世界』。
莎姬
配音：宮本佳那子（日）；黃淑芬（港）
哥達的使魔，墨基的搭擋，是女僕裝人類少女形態的怪物。與墨基負責片尾後環節『墨基和莎姬的鑽頭世界』。
皮可
配音：鈴木真仁（日）；何璐怡（港）
居住在杜利天界的聖獸
碧蓮達 （ベリンダ）
配音：野上尤加奈（日）；張頌欣（港）
突然出現哈根等人的少女，有着杜利蘭“混沌”基因，被稱為“混沌之子”，稱哈根為父親。

#### 獵人
小遙
配音：日笠陽子（日）；羅孔柔（港）
前作登場角色。
阿阪
配音：內山昂輝（日）；張裕東（港）
前作登場角色，美琴的戰友。在所有獵人變成獵人卡之後，由於身為半人魔族而避過一劫，及後在這1000年間也一直為守護獵人卡而一個人拼命戰鬥著。
香烈姬希露迪（香烈姫（こうれつき）ヒルデ）
配音：神田朱未（日）；曾秀清（港）
使用水屬性真寶力。
月天使卡拉拉（月天使（つきてんし）クララ）
配音：國府田麻理子（日）；林元春、成瑤孆（代配）（港）
水屬性女神
揚羽神姬真知（アゲハ神姫（アゲハしんき）マチ）
配音：高乃麗（日）；劉惠雲（港）
火屬性女神
雷光魔導蘇菲亞（雷光魔導（らいこうまどう）ソフィア）
配音：水谷優子（日）；陳皓宜（港）
雷屬性女神
美琴
配音：宮本佳那子（日）；成瑤孆（港）
前作登場角色。
寶隆
配音：熊本統子（日）；胡家豪（港）
前作登場角色。
華倫斯（ウォーレンス）
配音：野島健兒（日）；張方正（港）
前作登場角色。
回轉師迪格拉斯（回転師（かいてんし）ディグラス）
配音：田中秀幸（日）；蕭徽勇（港）
使用炎屬性真寶力。
水面樓芳乃（水面桜（みなもざくら）ヨシノ）
配音：園田美惠（日）；謝潔貞（港）
神聖騎士卡蓮（神聖騎士（しんせいきし）カリン）
獸神女葛斯雅（獣神女（じゅうしんじょ）グラシア）
水精艾妮斯塔（水精（すいしょう）エルネスタ）
狼精妮恩（狼精（ろうしょう）レアン）
配音：菅谷彌生（卡蓮），山本希望（葛斯雅），平間葵（艾妮斯塔），村中知（妮恩）（日）；劉惠雲（卡蓮），何寶珊（葛斯雅），張頌欣（艾妮斯塔），魏惠娥（妮恩）（港）
荒野武士威爾德（荒野侍（こうやざむらい）ワイルド）
配音：大川透（日）；關令翹（港）
蘑菇騎士馬修（キノコ騎士（きし）マシュー）
配音：森田成一（日）；巫哲棋（港）
蘑菇騎士瑪素妮（キノコ騎士（きし）マシュネ）
配音：鈴木真仁（日）；吳羨婷（港）
軍神雷恩哈特（軍神（ぐんじん）ラインハルト）
配音：濱田賢二（日）；關令翹（港）
使用雷屬性真寶力。
神風卡西姆（神風（かみかぜ）カシム）
配音：阪口大助（日）；沈小蘭（港）
使用雷屬性真寶力。
盜賊首領飛鳥（盗賊頭（とうぞくかしら）アスカ）
配音：清水愛（日）；梁少霞（港）
蒼焰騎士狄亞斯（蒼焔騎士（そうえんきし）ディアス）
配音：山口勝平（日）；曹啟謙（港）
使用炎屬性真寶力。
烈火獸將凱爾（烈火の獣将（れっかのじゅうしょう）カイ）
配音：金光宣明（日）；李錦綸（港）
使用炎屬性真寶力。
時間守護者莎拉（時乃番人（ときのばんにん）サラ）
配音：植田佳奈（日）；林芷筠（下午11時30分的時間守護者莎拉）、黃瑩瑩（上午10時30分的時間守護者莎拉）（港）
喰草創術艾利遜（喰草創術（がそうそうじゅつ）アリソン）
配音：前田愛（日）；陳皓宜（港）
鐵壁女神廖思（鉄壁女神（てっぺきめがみ）リュシー）
配音：志村由美（日）；陳琴雲（港）
多節棍法比奧（多節棍（たせつこん）ファビオ）
配音：小西克幸（日）；麥皓豐（港）
魔族姫騎愛迪尼亞（魔族姫騎（まぞくきき）アデリア）
配音：佐佐木愛（日）；詹健兒（港）
愛騎士倫子（愛騎士（あいきし）リンコ）
配音：中司ゆう花（日）；廖杏茵（港）
使用水屬性真寶力。
長刀美女雀女（長刀小町（ちょうとうこまち）スズメ）
配音：後藤麻衣（日）；曾佩儀（港）
牙丸的妺妺，使用炎屬性真寶力。

配音：高橋李依（日）

配音：橋本結（日）
魔神騎范德（魔神騎（ましんき）ヴァンデル）
配音：藤本たかひろ（日）
薔薇少女布利恩（薔薇乙女（ばらおとめ）ブリリアン）
配音：松野太紀（日）；李錦綸（港）
前作登場角色，使用雷屬性真寶力。香港播放第一輯時譯作「薔薇少女布利利安」。
水魔導神克羅迪亞（水魔導神（みずまどうしん）クラウディア）
配音：井上喜久子（日）；葉曉欣（港）
前任水屬性女神。

#### 帝魯魯
真寶王哥達（真宝王（まほうおう）ゴード）
　配音：柴田秀勝、西健亮（青年）（日）；張炳強、鄧志堅（青年）（港）
普拉博士（Dr.プラー）
　配音：優希比呂（日）；梁偉德（港）
幽玄兵薩加度（幽玄兵（ゆうげんへい）ゼルガド）
　配音：加瀨康之（日）；李凱傑（港）

#### 杜利天界
女高天帝蕾納絲（女高天帝（じょこうてんてい）レナス）
　配音：久川綾（日）；陸惠玲→黃玉娟（港）
光貴公神迪奧（光貴公神（こうきこうしん）ディオル）
　配音：石田彰（日）；林筠翔（港）
水晶聖女葛摩絲（水晶聖女（すいしょうせいじょ）コスモス）
　配音：後藤友香里（日）；李潤知（港）
候補水屬性女神
天上女神娜莎（天上女神（てんじょうめがみ）ナシャ）
　配音：福原綾香（日）；港：黃昕瑜（港）
鐵鎚神艾域安魯（鉄槌神（てっついしん）アヴィエル）
　配音：泰勇氣（日）；曹啟謙（港）
手藝少女波琦（手芸少女（しゅげいしょうじょ）ポケット）
　配音：今野宏美（日）；陳皓宜（港）
千刃鎌亞夢席（千刃鎌（せんばがま）アムンゼ）
　配音：大空直美（日）；成瑤孆（港）

#### 杜利魔界
冥界王達美諾斯（冥界王（めいかいおう）デスメノス）
　配音：田中秀幸（日）；梁偉德（港）
獄炎王子希爾默克（獄炎王子（ごくえんおうじ）ヘルメレク）
　配音：青木強（日）；鍾見麟（港）
邪精神艾恩斯（邪精神（じゃせいしん）エインシー）
　配音：早水理沙（日）；鄭麗麗（港）
邪神騎塞亞德（邪神騎（じゃしんき）セアド）
　配音：阪口大助（日）；麥皓豐（港）
賣花女花枝（花売り娘ハナエ）
　配音：花枝（日）；詹健兒（港）

#### 其他人物
配音：稲田徹（日）；葉振聲（港）
哈根之父。

　配音：進藤尚美（日）；許盈（港）
哈根之母。

　配音：藤田咲（ティアラ）、前田綾香（ジュエル）、内山夕実（ピアス）、平野正人（マネジ）（日）

　配音：世戸さおり（日）

　配音：三田ゆう子（日）

　配音：藤本たかひろ、下地紫野（年少期）（日）
艾利遜（アリソン）
　配音：淺野真澄（日）；魏惠娥（港）

　配音：VALSHE（日）；李震權（港）
黃金基諾比（黄金キノピー）
　聲- 一木千洋（日）

　聲- 阿座上洋平（日）

　聲- 後藤友香里（日）
艾力克斯（エリクス）
　配音：高戶靖廣（日）；陳永信（港）
埴輪王（ハニワ王）
　配音：尾形雅宏（日）；黃子敬（港）
埴輪公主（ハニワ姫）
　配音：高橋未奈美（日）；何晶晶（港）
埴輪士兵（ハニワ兵）
　配音：今村卓博（日）；李震權（港）
菲玲的雙親（フェイリンの両親）
　配音：藤本たかひろ（父）（日）；劉昭文（父）、林元春（母）（港）
阿流的父親（ナガレの父）
　配音：金本涼輔（日）；陳欣（港）

　配音：増谷康紀（日）；馮志輝（港）
基諾比（キノピー）
配音：一木千洋（日）

## 電視動畫

### 製作人員
|            | 美琴篇 （第1期）                             | 千年真寶篇 （第2、3期）               |
| ---------- | -------------------------------------------- | ------------------------------------- |
| 原作       | GREE                                         | GREE                                  |
| 企劃       | 平岡利介、遠藤正樹 清水慎治、吉田大成        | 平岡利介、遠藤正樹 清水慎治、吉田大成 |
| 導演       | 深澤敏則                                     | 黑田成美                              |
| 系列構成   | 久禮深雪、高橋洋一                           | 冨岡淳廣                              |
| 音樂       | 平野義久                                     | 平野義久                              |
| 製作擔當   | 岡田將介                                     | 岡田將介                              |
| 美術設計   | 谷口淳一、西田渚                             | 西田渚                                |
| 色彩設計   | 澤田豐二                                     | 澤田豐二                              |
| 人物設計   | 林祐己                                       | 渡邊巧大                              |
| 怪物設計   | 渡邊巧大                                     | 直井正博                              |
| 總作畫監督 | 梨澤孝司                                     | 渡邊巧大                              |
| 執行製作人 | 遠藤哲哉、西尾大介 真保安一郎                | 遠藤哲哉、真保安一郎                  |
| 製片人     | 和田慎之介、古川慎 Gyarmath Bogdan、妹尾眞治 | 菅澤正浩、古川慎 木戶睦、後藤大輔     |
| 製作       | 東京電視台、電通、東映動畫、GREE             | 東京電視台、電通、東映動畫、GREE      |

### 主題曲
片頭曲
（第1－37話）
作詞：青木久美子，作曲：高取秀明，編曲：水島康貴，歌：Sakura（日本古倫美亞）
「Go ahead!」（第38－63話）
作詞：青木久美子，作曲：前田克樹，編曲：水島康貴，歌：高橋秀幸
「Go ahead! 〜SSR〜」（第64－88話）
作詞：青木久美子，作曲：前田克樹，編曲：水島康貴，歌：高橋秀幸 and  with （柳原哲也）&（宮本佳那子）
片尾曲
「DRAGON BOY」（第1－13話）
作詞：，作曲：、Civilian Skunk，編曲：，歌：Civilian Skunk
（第14－25話）
作詞、作曲：，編曲：倉内達矢，歌：96猫
「BUNBUN NINE9'」（第26－37話）
作詞：RESiA209，作曲：上村伸太郎，編曲：HIKiE、上村伸太郎，歌：Cheeky Parade
「STEP & GO」（第38－50話）
作詞：，作曲、編曲：SEI☆SHIN，歌：PASSPO☆
「BLESSING CARD」（第51－63話）
作詞：VALSHE，作曲：minato，編曲：齊藤真也，歌：VALSHE
「JUVENILE!!!!」（第64－76話）
作詞、作曲、編曲：真部脩一，歌：
「you can do it!」（第77－88話）
作詞：Suzu，作曲：Suzu、Erik Lidbom，編曲：Erik Lidbom，歌：Suzu

### 各話列表

#### 美琴篇
| 話數   | 日文標題 | 香港J2標題                     | 劇本     | （分鏡） 演出           | 作畫                                | 放送日        |
| ------ | -------- | ------------------------------ | -------- | ----------------------- | ----------------------------------- | ------------- |
| 第1話  |          | 想成為獵人！                   | 久礼深雪 | 深澤敏則                | 林祐己                              | 2012年 7月7日 |
| 第2話  |          | 寶隆的帽子                     | 高橋洋一 | 小川孝治                | 直井正博                            | 7月14日       |
| 第3話  |          | 探險的夥伴！？華倫斯           | 鎌田智惠 | 小山賢                  | ポール・アンニョヌエボ              | 7月21日       |
| 第4話  |          | 女海盜亞比達                   | 井上美緒 | (志水淳兒) 平山美穗     | 竹内アキラ                          | 8月4日        |
| 第5話  |          | 新的相會！用長槍的阿阪         | 塩塚晃平 | (入好さとる) 勝間田具治 | 佐藤元                              | 8月11日       |
| 第6話  |          | 從黑暗來的入侵者 皇帝級怪物！  | 久礼深雪 | 渡辺健一郎              | 飯飼一幸、国行由里江 村上貴之       | 8月18日       |
| 第7話  |          | 來自寶妮的信息                 | 高橋洋一 | 小川孝治                | 直井正博                            | 8月25日       |
| 第8話  |          | 寶隆的初戀！？少女伊莉雅       | 鎌田智恵 | 渡部穏寛                | 北村友幸、岡辰也 陰岐一寛、青木里枝 | 9月1日        |
| 第9話  |          | 人魚公主西拉與海之秘寶         | 井上美緒 | 池田洋子                | ポール・アンニョヌエボ              | 9月8日        |
| 第10話 |          | 初次敗陣！廸亞加出場           | 塩塚晃平 | (勝間田具治) 平山美穂   | 直井正博                            | 9月15日       |
| 第11話 |          | 大變身！？女海盜亞比達         | 大和屋暁 | 小山賢                  | 竹内アキラ、金二星                  | 9月22日       |
| 第12話 |          | 第一弟子！玫瑰少女貝莉莉安     | 井上美緒 | 渡辺健一郎              | 渡辺奈月、五十内祐輔                | 9月29日       |
| 第13話 |          | 美琴被選中的原因               | 鎌田智恵 | 小川孝治                | 梨澤孝司                            | 10月6日       |
| 第14話 |          | 貝利都嚇一跳！美琴的真正力量   | 高橋洋一 | 深澤敏則                | いとうまりこ、仲條久美              | 10月13日      |
| 第15話 |          | 發夢的冒險家妮路               | 久礼深雪 | 渡部穏寛                | 北村友幸、陰岐一寛                  | 10月20日      |
| 第16話 |          | 過去的日子！華倫斯的秘密       | 大和屋暁 | 勝間田具治              | ポール・アンニョヌエボ              | 10月27日      |
| 第17話 |          | 從寶藏中跳出來的寵物、撲孚！   | 塩塚晃平 | 小山賢                  | 直井正博                            | 11月3日       |
| 第18話 |          | 寶妮的弟子、阿仁！             | 井上美緒 | 渡辺健一郎              | 飯飼一幸、五十内裕輔                | 11月10日      |
| 第19話 |          | 出來啦、伊索亞奴的力量！       | 鎌田智恵 | (角銅博之) 京極尚彦     | 佐藤元                              | 11月17日      |
| 第20話 |          | 追尋秘石！暗之迷古、耶達斯！   | 高橋洋一 | 勝間田具治              | 梨澤孝司                            | 11月24日      |
| 第21話 |          | 水與炎！美琴對廸亞加           | 大和屋暁 | (小川孝治) 深澤敏則     | 竹内アキラ 金二星                   | 12月1日       |
| 第22話 |          | 再遇寶妮！被交託的心意         | 塩塚晃平 | 渡部穏寛                | 北村友幸、織岐一寛                  | 12月8日       |
| 第23話 |          | 覺醒啦野性的力量！華倫斯的修行 | 井上美緒 | 小山賢                  | ポール・アンニョヌエボ              | 12月15日      |
| 第24話 |          | 得到水晶槍！                   | 鎌田智恵 | 平山美穂                | 直井正博                            | 12月22日      |
| 第25話 |          | 再見，阿阪                     | 大和屋暁 | 村上貴之                | 飯飼一幸                            | 2013年 1月5日 |
| 第26話 |          | 牢獄中的相遇！騎士團的４人     | 高橋洋一 | 勝間田具治              | しんぼたくろう                      | 1月12日       |
| 第27話 |          | 大逃獄！英雄阿阪               | 高橋洋一 | 池田洋子                | 佐藤元                              | 1月19日       |
| 第28話 |          | 阿阪歡迎回來                   | 塩塚晃平 | 渡部穏寛                | 北村友幸、織岐一寛                  | 1月26日       |
| 第29話 |          | 背叛的弟子！廸亞加的過去       | 鎌田智恵 | (小山賢) 高藤聡         | 金二星 梨澤孝司                     | 2月2日        |
| 第30話 |          | 驚人！！罕有的皇帝級怪物出現   | 大和屋暁 | 織本まき子              | ポール・アンニョヌエボ              | 2月9日        |
| 第31話 |          | 傳奇人物寶妮                   | 井上美緒 | 深澤敏則                | 直井正博                            | 2月16日       |
| 第32話 |          | 美琴的決心！目標是維辛廸城     | 高橋洋一 | 村上貴之                | 飯飼一幸                            | 2月23日       |
| 第33話 |          | 寶隆醒覺                       | 大和屋暁 | 勝間田具治              | 佐藤元                              | 3月2日        |
| 第34話 |          | 華倫斯的約定                   | 鎌田智恵 | 渡部穏寛                | 北村友幸、織岐一寛                  | 3月9日        |
| 第35話 |          | 美琴與廸亞加 劍與劍！          | 井上美緒 | 平山美穂                | 梨澤孝司                            | 3月16日       |
| 第36話 |          | 最終決戰                       | 高橋洋一 | 小山賢                  | 金二星、竹内アキラ                  | 3月23日       |
| 第37話 |          | 美琴、生命的盡頭               | 高橋洋一 | 池田洋子                | フランシス・カネダ アリス・ナリオ   | 3月30日       |

#### 千年真寶篇
- 官方网站是按第1期的续集来计集数的。
- DVD發售的簡介是將第3期話數繼續計算。

| 通算話 | 話数  | 日文标题 | 香港J2標題             | 脚本                | (分镜) 演出             | 作画監督                            | メッキとシャッキの ドリルな世界 墨基和莎姬的鑽頭世界 | 放送日         |
| 第2期  | 第2期 | 第2期    | 第2期                  | 第2期               | 第2期                   | 第2期                               | 第2期                                                | 第2期          |
| ------ | ----- | -------- | ---------------------- | ------------------- | ----------------------- | ----------------------------------- | ---------------------------------------------------- | -------------- |
| 第38話 | #1    |          | 說到鑽地，我最厲害     | 冨岡淳広            | (深澤敏則) 織本牧子     | 直井正博                            | 千年前と千年後 千年前與千年後                        | 2013年 4月6日  |
| 第39話 | #2    |          | 獵人卡之謎             | 冨岡淳広            | 村上貴之                | 飯飼一幸 五十嵐裕輔                 | 真宝力                                               | 4月13日        |
| 第40話 | #3    |          | 決戰！真寶王哥達城     | 山下憲一            | 土田豊                  | 仲條久美                            | ハンター 獵人                                        | 4月20日        |
| 第41話 | #4    |          | 飛吧，雷蝶花菲鈴！     | 大場小ゆり          | 勝間田具治              | 佐藤元                              | 属性                                                 | 4月27日        |
| 第42話 | #5    |          | 俊美貴公子阿流         | 北条千夏            | 渡部穏寛                | 北村友幸 織岐一寛                   | 真宝門                                               | 5月4日         |
| 第43話 | #6    |          | 女神是天使還是惡魔？   | 冨岡淳広            | (西澤晉) 中村亮太       | 直井正博 梨澤孝司                   | ドリランド界 杜利蘭                                  | 5月11日        |
| 第44話 | #7    |          | 揚羽神姬真知，降臨     | 大場小ゆり          | 小山賢                  | フランシス カネダ                   | 三大素の女神 三大元素女神                            | 5月18日        |
| 第45話 | #8    |          | 獨行俠荒野武士威爾德   | 山下憲一            | 織本まき子              | 竹内アキラ 吉岡敏幸                 | 宝物                                                 | 5月25日        |
| 第46話 | #9    |          | Kipi，基諾比之鄉       | 北条千夏            | (室谷靖) 村上貴之       | 飯飼一幸 五十内裕輔                 | キノピー 基諾比                                      | 6月1日         |
| 第47話 | #10   |          | 真寶學校畢業試         | 田中仁              | 勝間田具治              | 佐藤元                              | ミコト姫 美琴公主                                    | 6月8日         |
| 第48話 | #11   |          | 孤高之盜賊，神風卡西姆 | 北条千夏            | 土田豊                  | 仲條久美                            | メッキ 墨基                                          | 6月15日        |
| 第49話 | #12   |          | 潛入，黑暗前線基地     | 冨岡淳広            | 平山美穂                | 渡邊巧大                            | シャッキ 莎姬                                        | 6月22日        |
| 第50話 | #13   |          | 破壞黑暗基地           | 冨岡淳広            | 渡部穏寛                | 織岐一寛 北村友幸                   | キングモンスター 皇帝級怪物                          | 6月29日        |
| 第51話 | #14   |          | 悲與哀的戰友           | 大場小ゆり 冨岡淳広 | (西澤晉) 織本牧子       | フランシス・カネダ アリエス・ナリオ | Dr.プラー 普拉博士                                   | 7月6日         |
| 第52話 | #15   |          | 美琴的決斷時刻         | 冨岡淳広            | 村上貴之                | 飯飼一幸 五十内裕輔                 | 女神の雫 女神的水珠                                  | 7月13日        |
| 第53話 | #16   |          | 菲玲與皇帝級怪物       | 山下憲一            | 中村亮太                | 竹内アキラ 吉岡敏幸                 | ハルカ 小遙                                          | 7月20日        |
| 第54話 | #17   |          | 謎之少女艾利遜         | 北条千夏            | 小山賢                  | 佐藤元                              | 黒い太陽 黑太陽                                      | 7月27日        |
| 第55話 | #18   |          | 沉睡於雷創的秘密       | 山下憲一            | 勝間田具治              | 仲條久美 渡邊巧大                   | ♨っぴい 湯比                                         | 8月3日         |
| 第56話 | #19   |          | 在雷創綻放的花         | 大場小ゆり          | 土田豊                  | 直井正博                            | 闇の力 黑暗力量                                      | 8月10日        |
| 第57話 | #20   |          | 大決戰！三大元素女神   | 山下憲一            | 渡部穏寛                | 織岐一寛 北村友幸                   | 炎守隊（フレイムフォース）                           | 8月17日        |
| 第58話 | #21   |          | 哈根不能再作戰         | 冨岡淳広            | （西澤晉） 織本牧子     | フランシス・カネダ アリエス・ナリオ | ダンジョン 迷宮                                      | 8月24日        |
| 第59話 | #22   |          | 哈根失去的東西         | 北条千夏            | 中村亮太                | 直井正博                            | ペフー 柏夫                                          | 8月31日        |
| 第60話 | #23   |          | 論復出，我最厲害！     | 山下憲一            | 村上貴之                | 飯飼一幸 藤崎真吾                   | 将来の夢 將來的夢想                                  | 9月7日         |
| 第61話 | #24   |          | 真寶王哥達的光與暗     | 富岡淳廣            | 勝間田具治              | 佐藤元                              | 光の力 光明力量                                      | 9月14日        |
| 第62話 | #25   |          | 真寶彈                 | 山下憲一            | 平山美穂                | 竹内アキラ 吉岡敏幸                 | シャッキのタイプ 莎姬喜歡的類型                      | 9月21日        |
| 第63話 | #26   |          | 做獵人最開心           | 冨岡淳広            | 深澤敏則                | 仲條久美                            |                                                      | 9月28日        |
| 第3期  |       |          |                        |                     |                         |                                     |                                                      |                |
| 第64話 | #1    |          | 混沌之子甦醒           | 冨岡淳広            | 土田豊                  | 渡邊巧大                            | ドリ天界 杜利天界                                    | 10月5日        |
| 第65話 | #2    |          | 哈根的寶物             | 山下憲一            | 渡部穏寛                | 織岐一寛 下地彩加                   | ドリ魔界 杜利魔界                                    | 10月12日       |
| 第66話 | #3    |          | 碧蓮達的玩具           | 北条千夏            | 織本まきこ              | アリエス・ナリオ フランシス・カネダ | 特異点 奇點                                          | 10月19日       |
| 第67話 | #4    |          | 尋找天使羽毛           | 伊藤睦美            | 小山賢                  | 直井正博                            | 魔族                                                 | 10月26日       |
| 第68話 | #5    |          | 第一次的離別           | 福縞幸典            | 勝間田具治              | 鍔淵和彦                            | カード 卡片                                          | 11月2日        |
| 第69話 | #6    |          | 創造之子 菲鈴          | 冨岡淳広            | 村上貴之                | 五十内裕輔 藤崎真吾                 | 真宝学校                                             | 11月9日        |
| 第70話 | #7    |          | 菲鈴的決心             | 冨岡淳広            | 中村亮太                | 佐藤元                              | 真宝震                                               | 11月16日       |
| 第71話 | #8    |          | 我的貼身保鏢           | 山下憲一            | 深澤敏則                | 竹内アキラ 吉岡敏幸                 | バナナ 香蕉                                          | 11月23日       |
| 第72話 | #9    |          | 埴輪狂熱！             | 伊藤睦美            | 土田豊                  | 直井正博                            | 月下大地                                             | 11月30日       |
| 第73話 | #10   |          | 遙遠的思念             | 北条千夏            | 渡部穏寛                | 織岐一寛 下地彩加                   | 久遠の扉 久遠之門                                    | 12月7日        |
| 第74話 | #11   |          | 潛入冥王城             | 福縞幸典            | 織本牧子                | アリエス・ナリオ フランシス・カネダ | ドリル 鑽頭                                          | 12月14日       |
| 第75話 | #12   |          | 冥王城決鬥             | 山下憲一            | 勝間田具治              | 鍔淵和彦                            | 神風カシム 神風卡西姆                                | 12月21日       |
| 第76話 | #13   |          | 牙丸之妹雀女           | 山田由佳            | 小山賢                  | 仲條久美                            | デスメノス 達美諾斯                                  | 12月28日       |
| 第77話 | #14   |          | 魔神騎范德來襲！       | 冨岡淳広            | 村上貴之                | 藤崎真吾 渡辺奈月                   | レナス 蕾納絲                                        | 2014年 1月11日 |
| 第78話 | #15   |          | 復活的獵人             | 山下憲一            | 平山美穗                | 直井正博                            | 女神候補 候補女神                                    | 1月18日        |
| 第79話 | #16   |          | 雷轟軍神雷恩哈特       | 富岡淳廣            | 中村亮太                | 佐藤元                              | ベビーシッター 保姆                                  | 1月25日        |
| 第80話 | #17   |          | 阿流回歸               | 北條千夏            | 深澤敏則                | 竹內昭 吉岡敏幸                     | カタツムリエステ 蝸牛水療美容                        | 2月1日         |
| 第81話 | #18   |          | 真相揭曉               | 福縞幸典            | 渡部穏寬                | 織岐一寬 下地彩加                   | 中庸の剣 中庸之劍                                    | 2月8日         |
| 第82話 | #19   |          | 三神器                 | 山田由佳            | 土田豐                  | フランシス・カネダ アリス・ナリオ   | 闇の翡翠石 黑暗翡翠石                                | 2月15日        |
| 第83話 | #20   |          | 想保護的東西           | 山下憲一            | 勝間田具治              | 鍔淵和彥                            | 極光の翼 極光之翼                                    | 2月22日        |
| 第84話 | #21   |          | 迪奧的喜悅             | 富岡淳廣            | 小山賢                  | 仲條久美 佐藤元                     | キバマル 牙丸                                        | 3月1日         |
| 第85話 | #22   |          | 碧蓮達覺醒             | 福嶋幸典            | 村上貴之                | 五十内裕輔 渡辺奈月                 | ナガレ 阿流                                          | 3月8日         |
| 第86話 | #23   |          | 神之召喚               | 山田由佳            | （勝間田具治） 平山美穂 | 直井正博                            | ファイリン 菲鈴                                      | 3月15日        |
| 第87話 | #24   |          | 拯救杜利蘭             | 山下憲一            | （深澤敏則） 松阪弘     | 竹內昭 林祐己                       | 本物のドリル 真正的鑽頭                              | 3月22日        |
| 第88話 | #25   |          | 我最愛的世界           | 冨岡淳広            | 黒田成美                | 渡邊巧大                            | 嘉賓：哈根、牙丸、菲玲、阿流、湯比、碧蓮達           | 3月29日        |

### 播放電視台
| 播放地區               | 播放電視台      | 播放日期                                           | 播放時間（UTC+9）                                   | 所屬聯播網          | 備註            |
| 美琴篇（第1期）        | 美琴篇（第1期） | 美琴篇（第1期）                                    | 美琴篇（第1期）                                     | 美琴篇（第1期）     | 美琴篇（第1期） |
| ---------------------- | --------------- | -------------------------------------------------- | --------------------------------------------------- | ------------------- | --------------- |
| 關東廣域圏             | 東京電視台      | 2012年7月7日－2013年3月30日                        | 星期六 23時30分－23時55分                           | 東京電視網          | 製作局          |
| 北海道                 | 北海道電視台    | 2012年7月7日－2013年3月30日                        | 星期六 23時30分－23時55分                           | 東京電視網          | 同時局 有字幕   |
| 愛知縣                 | 愛知電視台      | 2012年7月7日－2013年3月30日                        | 星期六 23時30分－23時55分                           | 東京電視網          | 同時局 有字幕   |
| 大阪府                 | 大阪電視台      | 2012年7月7日－2013年3月30日                        | 星期六 23時30分－23時55分                           | 東京電視網          | 同時局 有字幕   |
| 岡山縣、香川縣         | 瀨戶內電視台    | 2012年7月7日－2013年3月30日                        | 星期六 23時30分－23時55分                           | 東京電視網          | 同時局 有字幕   |
| 福岡縣                 | TVQ九州放送     | 2012年7月7日－2013年3月30日                        | 星期六 23時30分－23時55分                           | 東京電視網          | 同時局 有字幕   |
| 日本全域               | BS JAPAN        | 2012年10月6日－2013年3月30日 2013年4月4日－6月20日 | 星期六 13時00分－13時30分 星期四 17時00分－17時30分 | 東京電視網 衛星電視 |                 |
| 日本全域               | AT-X            | 2012年10月30日－2013年7月9日                       | 星期二 20時00分－20時30分                           | 東京電視網 衛星電視 | 有重播          |
| 千年真寶篇（第2、3期） |                 |                                                    |                                                     |                     |                 |
| 關東廣域圈             | 東京電視台      | 2013年4月6日－2014年3月29日                        | 星期六 10時30分－11時00分                           | 東京電視網          | 製作局 有字幕   |
| 北海道                 | TV北海道        | 2013年4月6日－2014年3月29日                        | 星期六 10時30分－11時00分                           | 東京電視網          | 同時局 有字幕   |
| 愛知縣                 | 愛知電視台      | 2013年4月6日－2014年3月29日                        | 星期六 10時30分－11時00分                           | 東京電視網          | 同時局 有字幕   |
| 大阪府                 | 大阪電視台      | 2013年4月6日－2014年3月29日                        | 星期六 10時30分－11時00分                           | 東京電視網          | 同時局 有字幕   |
| 岡山縣、香川縣         | 瀨戶內電視台    | 2013年4月6日－2014年3月29日                        | 星期六 10時30分－11時00分                           | 東京電視網          | 同時局 有字幕   |
| 福岡縣                 | TVQ九州放送     | 2013年4月6日－2014年3月29日                        | 星期六 10時30分－11時00分                           | 東京電視網          | 同時局 有字幕   |
| 日本全域               | BS JAPAN        | 2013年6月27日－12月19日                            | 星期四 17時00分－17時30分                           | 東京電視網 衛星電視 | 第2期放送       |
| 日本全域               | AT-X            | 2013年7月16日－2014年7月1日                        | 星期二 20時00分－20時30分                           | 衞星電視            | 有重播          |

| 東京電視台 星期六 23:30－23:55 節目 | 東京電視台 星期六 23:30－23:55 節目                    | 東京電視台 星期六 23:30－23:55 節目 |
| ----------------------------------- | ------------------------------------------------------ | ----------------------------------- |
|                                     | 探險托里蘭托 （2012年7月7日－2013年3月30日）           |                                     |
| ごるふなでしこ                      | 絕對防衞利維坦                                         |                                     |
| 東京電視台 星期六 10:30－11:00 節目 |                                                        |                                     |
| FAIRY TAIL 第73－175話              | 探險托里蘭托－千年真寶 （2013年4月6日－2014年3月29日） | FAIRY TAIL 第176－277話             |

| J2 星期一至五 18:25－19:00節目  | J2 星期一至五 18:25－19:00節目                  | J2 星期一至五 18:25－19:00節目 |
| ------------------------------- | ----------------------------------------------- | ------------------------------ |
|                                 | 大頭公主愛作戰 （2013年11月14日－2014年1月4日） |                                |
| 向銀河開球                      | Working!!無聊西餐廳2 重播                       |                                |
| J2 星期一至五 17:55－18:25 節目 |                                                 |                                |
| 櫻桃小丸子 第641－692集         | 大頭公主愛作戰II （2015年3月18日－5月27日）     | 大食懶加菲貓 第157－210集      |

| TVB兒童台 星期一至五 07:30－08:00 節目 | TVB兒童台 星期一至五 07:30－08:00 節目    | TVB兒童台 星期一至五 07:30－08:00 節目 |
| -------------------------------------- | ----------------------------------------- | -------------------------------------- |
|                                        | 大頭公主愛作戰 （2014年6月27日－8月18日） |                                        |
| 寶石寵物IV                             | 星夢學園                                  |                                        |

| 翡翠台 星期一至五 16:15－16:45 節目 | 翡翠台 星期一至五 16:15－16:45 節目                  | 翡翠台 星期一至五 16:15－16:45 節目 |
| ----------------------------------- | ---------------------------------------------------- | ----------------------------------- |
|                                     | 大頭公主愛作戰 第1－37集 （2015年10月7日－11月26日） |                                     |
| 麵包超人 第1029－1080集             | 櫻桃小丸子 第589－654集                              |                                     |
| 翡翠台 星期二、三 17:20－17:50 節目 |                                                      |                                     |
| 多啦A夢 水田版第4輯                 | 大頭公主愛作戰 第38－88集 （2016年1月5日－6月28日）  | 排球少年                            |

## 外部連結
- 官方網站 （页面存档备份，存于）（日語）